# Estació de Maelbeek/Maalbeek

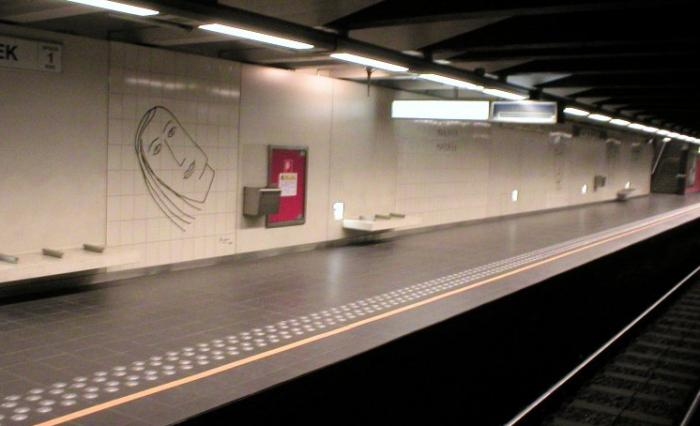
Estació de Maelbeek

L'estació de Maalbeek/Maelbeek és una estació del sistema del metro de Brussel·les localitzada a la ciutat de Brussel·les. El nom de l'estació procedeix d'un rierol anomenat Maelbeek.
Va ser inaugurada el 17 de desembre de 1969 com una estació per premetro, sent part de la primera ruta de transport públic subterrani de Bèlgica, llavors cobrint el trajecte entre De Brouckère i Schuman. El 1976, aquest premetro va ser convertit en una línia de metro real que posteriorment se separaria en dues línies diferents el 1982, anomenades 1A i 1B, ambdues passant per l'estació de Maelbeek/Maalbeek. El 2001 l'estació va ser modernitzada i des d'aleshores està decorada amb retrats sobre rajoles portugueses realitzats per l'artista gràfic Benoît van Innis. Simbolitzen vuit viatgers anònims del metro. El dia 4 d'abril de 2009 les línies van ser reorganitzades i reanomenades com 1 i 5.
L'estació se situa sota el carrer «Rue de la Loi/Wetstraat» i una de les seves sortides es dirigeix a aquest carrer ben conegut, amb una entrada lateral des del carrer «Rue Joseph II/Jozef II Straat». L'altra sortida porta a «Chaussée d'Etterbeek/Etterbeekse steenweg». Es localitza sota el pont del carrer Rue de la Loi/Wetstraat.
El 22 de març de 2016, l'Estat Islàmic es va fer responsable d'un atemptat terrorista a l'estació. L'organització de ràdio i televisió flamenca VRT va publicar que 20 persones havien perdut la vida en l'atac, a més de produir-se 106 ferits. Una altra obra de Van Innis a l'entrada va ser danyada per l'explosió. El mateix artista la va reemplaçar per una mural de 2,75 metres per 6,50 amb la traducció en neerlandès i francès d'un poema de Federico García Lorca, en commemoració de les víctimes.

## Emplaçaments propers
- Parlament Europeu
- Barri europeu